# Monestir de Mghvimevi
El monestir de Mghvimevi (en georgià: მღვიმევის მონასტერი) és un monestir de l'Església ortodoxa georgiana situat a la regió georgiana occidental d'Imerècia, a prop de la ciutat de Chiatura, parcialment tallat en roca. La seva característica principal és una basílica de dues naus del segle xiii, dedicada a la Nativitat de la Mare de Déu. El complex també inclou una petita església amb planta de saló, un campanar i una muralla. El monestir és actualment un convent en funcionament. És ric en escultures arquitectòniques ornamentals que decoren l'exterior de les esglésies. Està inscrit en la llista de Monuments Culturals destacats de Geòrgia.

## Situació

Vista general del monestir

El monestir de Mghvimevi està situat al poble homònim, a la vall del riu Qvirila, al marge oriental de Chiatura, des d'on es pot accedir per d'un camí llarg i estret al costat del penya-segat que condueix a la gran cova de Mghvimevi, també coneguda per les seves troballes prehistòriques. Va ser fundat en la segona meitat del segle xiii; deriva el seu nom de la paraula georgiana per referir-se a 'una cova'. Existeixen moltes coves més petites al voltant del monestir. Segons l'erudit georgià del segle xviii, el príncep Vakhushti, aquestes coves van servir com a refugis durant la guerra; els arqueòlegs van recuperar diverses puntes de fletxa i rastres de foc dins les coves.

## Descripció

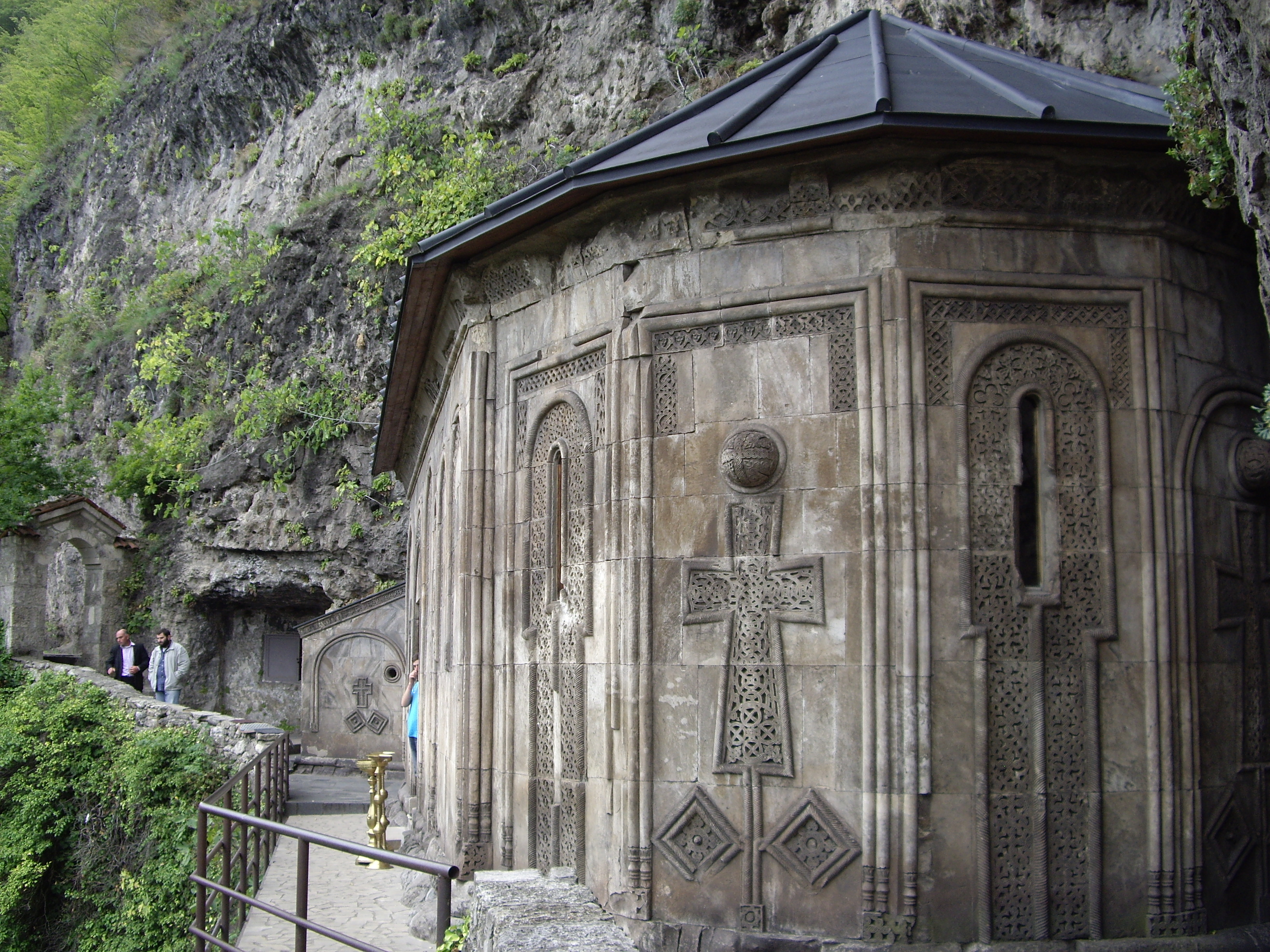
Costat est de l'església principal, amb l'església més petita de santa Caterina al fons

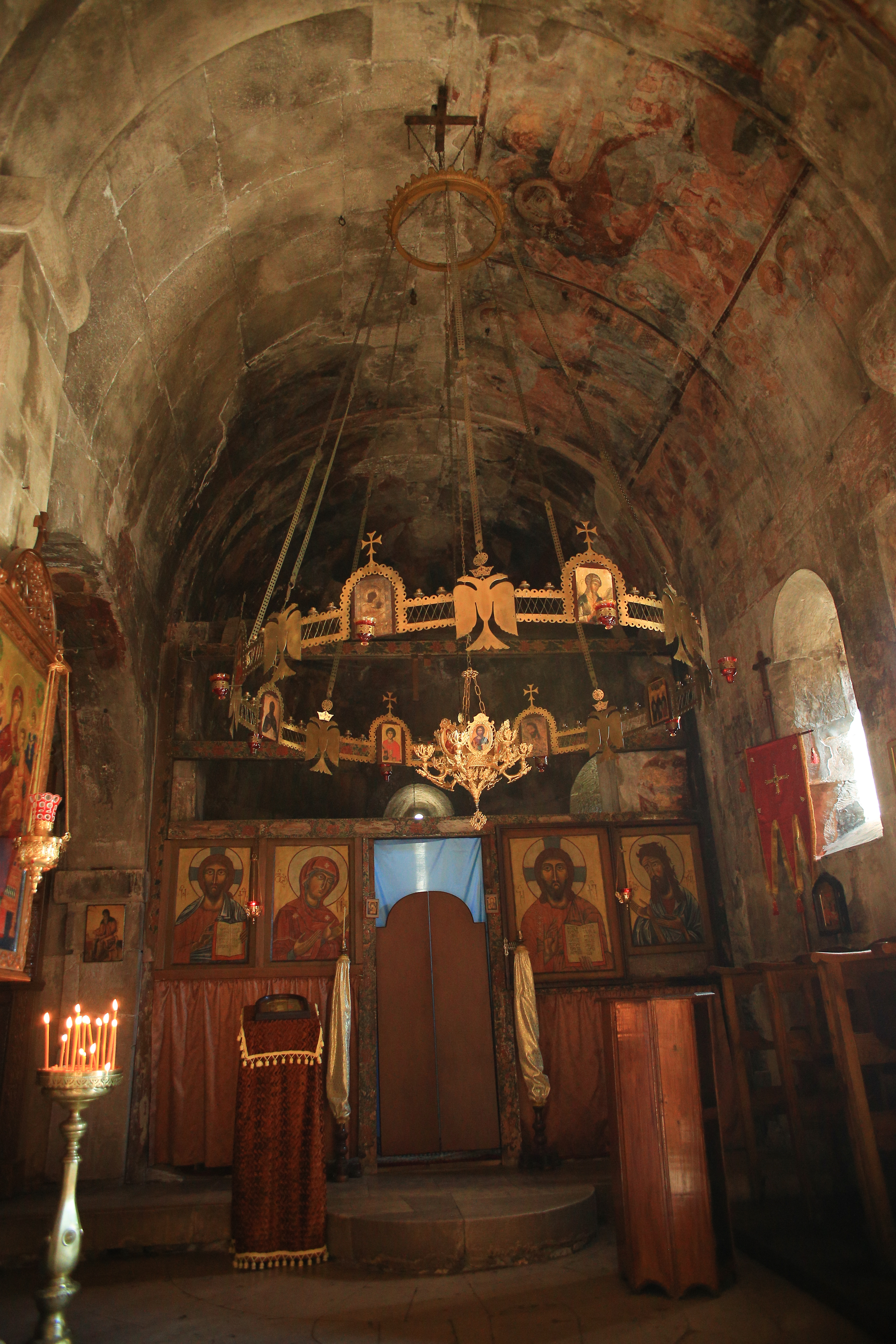
Iconòstasi de fusta del monestir

El conjunt consta de diverses estructures. A l'est del portal de la cova es troba l'església principal, dedicada a la Nativitat de la Mare de Déu, una basílica de dues naus. La del nord és més estreta que la del sud; estan separades per dos arcs sostinguts per un sol pilar massís. Ambdues naus acaben en absis amb exteriors facetats. Els murs són de pedra, i estan revestits amb lloses també de pedra curosament tallades, mentre que el sostre està tallat en la roca adjacent.
Hi ha un iconòstasi de fusta pintat, fet al segle xviii, amb les representacions del Salvador i dels dotze apòstols, així com diverses escenes de la vida de Jesús. L'església té dues portes, una al sud i una altra a l'oest. La porta oest era una fusteria ornamentada del segle xi, que va ser traslladada al Museu Nacional Georgià de Tbilisi el 1920 per a la seva custòdia. A l'interior hi ha fragments de frescs, entre ells els retrats dels constructors d'esglésies del segle xiii Rati, l'eristavi de Ratxa de la família Kakhaberidze, la seva esposa Russudan i el seu germà Niania, a la paret de la nau nord. El mur sud va ser repintat en el segle xvi. El monestir allotjava diversos objectes de l'església, entre ells una icona de metall del segle xi de la Súplica de Ratxa, que ara també es conserva al Museu Nacional Georgià.

Al costat oposat del portal de la cova n'hi ha una petita església, dedicada a santa Caterina. El seu sostre i el mur oest estan excavats en la roca, amb la façana construïda amb lloses de pedra picada. Hi ha una escultura en relleu del cap d'un moltó a la paret est i frescs a la paret sud exterior.

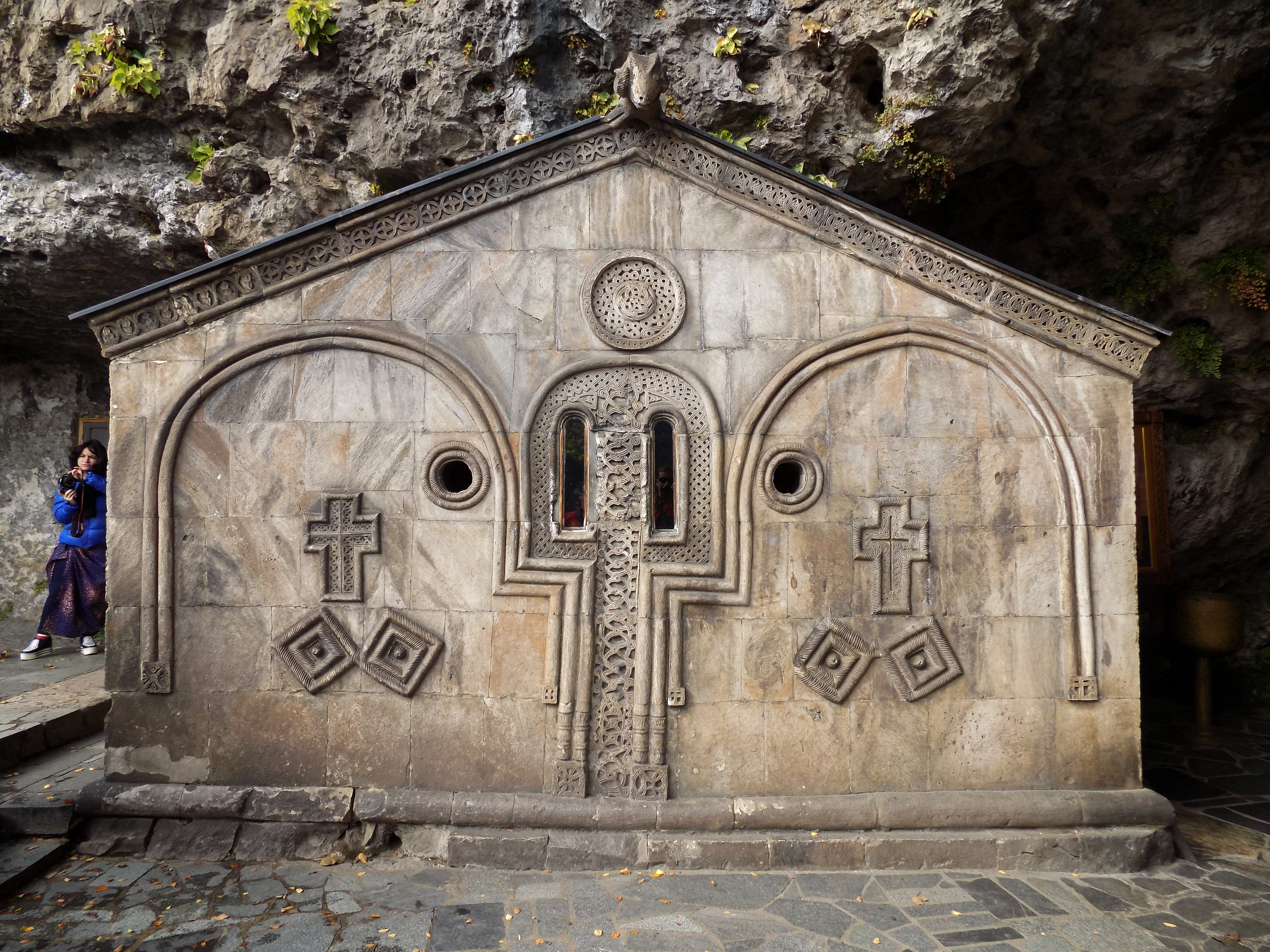
Església de Santa Caterina

 Ambdues esglésies estan ricament adornades amb talles de pedra ornamentada, incloent-hi arcs decoratius, marcs de portes i finestres, creus esculpides i cornises calades. Malgrat el valor artístic dels elements individuals de l'escultura arquitectònica de Mghvimevi, els edificis del monestir manquen de la integritat general i l'artesania característica dels monuments contemporanis de la Geòrgia medieval.
Un campanar i habitatges monàstics daten en la seva majoria del segle xix. També hi ha un conjunt d'edificis, part del convent modern, fundat el 2014.